# Dorogie tovarišči
Dorogie tovarišči (conosciuto in Italia con il titolo Cari compagni!) è un film del 2020 diretto e prodotto da Andrej Končalovskij.
Il film, sul massacro di Novočerkassk, è stato presentato in concorso alla 77ª Mostra internazionale d'arte cinematografica di Venezia, vincendovi il premio speciale della giuria, e scelto per rappresentare la Russia nella categoria per il miglior film internazionale ai premi Oscar 2021, riuscendo a rientrare nella shortlist dei semifinalisti.

## Trama
Novocherkassk, URSS, 1962. Lyudmila è un membro del partito comunista locale: una convinta militante che nutre un'incrollabile fiducia negli ideali comunisti e un profondo disprezzo per ogni forma di dissenso. Durante una manifestazione operaia in una fabbrica di locomotive, la donna assiste a una sparatoria sui dimostranti ordinata dal governo per reprimere lo sciopero: un evento che cambierà per sempre la sua visione del mondo. Molti i feriti e numerosi i dispersi. La città è sconvolta dagli arresti, da condanne sommarie e dal coprifuoco. E in quei giorni la figlia di Lyudmila scompare nel nulla. Per la donna inizia così un'affannosa quanto rischiosa ricerca, senza sosta e senza quartiere – a dispetto del blocco della città, degli arresti e dei tentativi di insabbiamento da parte delle autorità. Il film è basato su un fatto realmente accaduto a Novocherkassk il 2 giugno del 1962 e secretato fino agli anni novanta. L'inchiesta è stata avviata nel 1992. Le vittime del massacro erano state occultate in tumuli sotto falso nome perché non venissero mai ritrovate. I principali sospetti fra gli alti vertici governativi erano già morti. I responsabili non sono mai stati condannati.

## Distribuzione
Il film è stato presentato in anteprima il 7 settembre 2020 in concorso alla 77ª Mostra internazionale d'arte cinematografica di Venezia. In Russia, il film è stato presentato in anteprima il 18 settembre seguente come film di chiusura del Festival Kinotavr.

## Riconoscimenti
- 2021 - Premio BAFTA
  - Candidatura per il miglior film non in lingua inglese
- 2020 - Mostra internazionale d'arte cinematografica[1][2][7]
  - Premio speciale della giuria
  - Menzione speciale sul tema del lavoro al premio Fondazione FAI Natura Ambiente
  - In concorso per il Leone d'oro al miglior film